# Scapanea frontalis
Scapanea frontalis is een libellensoort uit de familie van de korenbouten (Libellulidae), onderorde echte libellen (Anisoptera).
De wetenschappelijke naam Scapanea frontalis is voor het eerst geldig gepubliceerd in 1839 door Burmeister.